# Котля (гміна)
Гміна Котля (пол. Gmina Kotla) — сільська гміна у південно-західній Польщі. Належить до Глогувського повіту Нижньосілезького воєводства.
Станом на 31 грудня 2011 у гміні проживало 4341 особа.

## Площа
Згідно з даними за 2007 рік площа гміни становила 127.75 км², у тому числі:
- орні землі: 53.00%
- ліси: 37.00%

Таким чином, площа гміни становить 28.83% площі повіту.

## Населення
Станом на 31 грудня 2011:
| Опис     | Загалом | Загалом | Чоловіки | Чоловіки | Жінки | Жінки |
| -------- | ------- | ------- | -------- | -------- | ----- | ----- |
| одиниця  | осіб    | %       | осіб     | %        | осіб  | %     |
| все      | 4341    | 100     | 2164     | 49.85    | 2177  | 50.15 |
| міське   | 0       | 100     | 0        |          | 0     |       |
| сільське | 4341    | 100     | 2164     | 49.85    | 2177  | 50.15 |

## Сусідні гміни
Гміна Котля межує з такими Гмінами: Глогув, Глогув, Седлісько, Слава, Шліхтинґова, Жуковіце.